# Lockheed U-2
Lockheed U-2 – amerykański wysokościowy samolot rozpoznawczy zbudowany na zamówienie CIA, lecz użytkowany również przez USAF i NASA. Samolot otrzymał nieoficjalny przydomek „Dragon Lady”.

## Konstrukcja

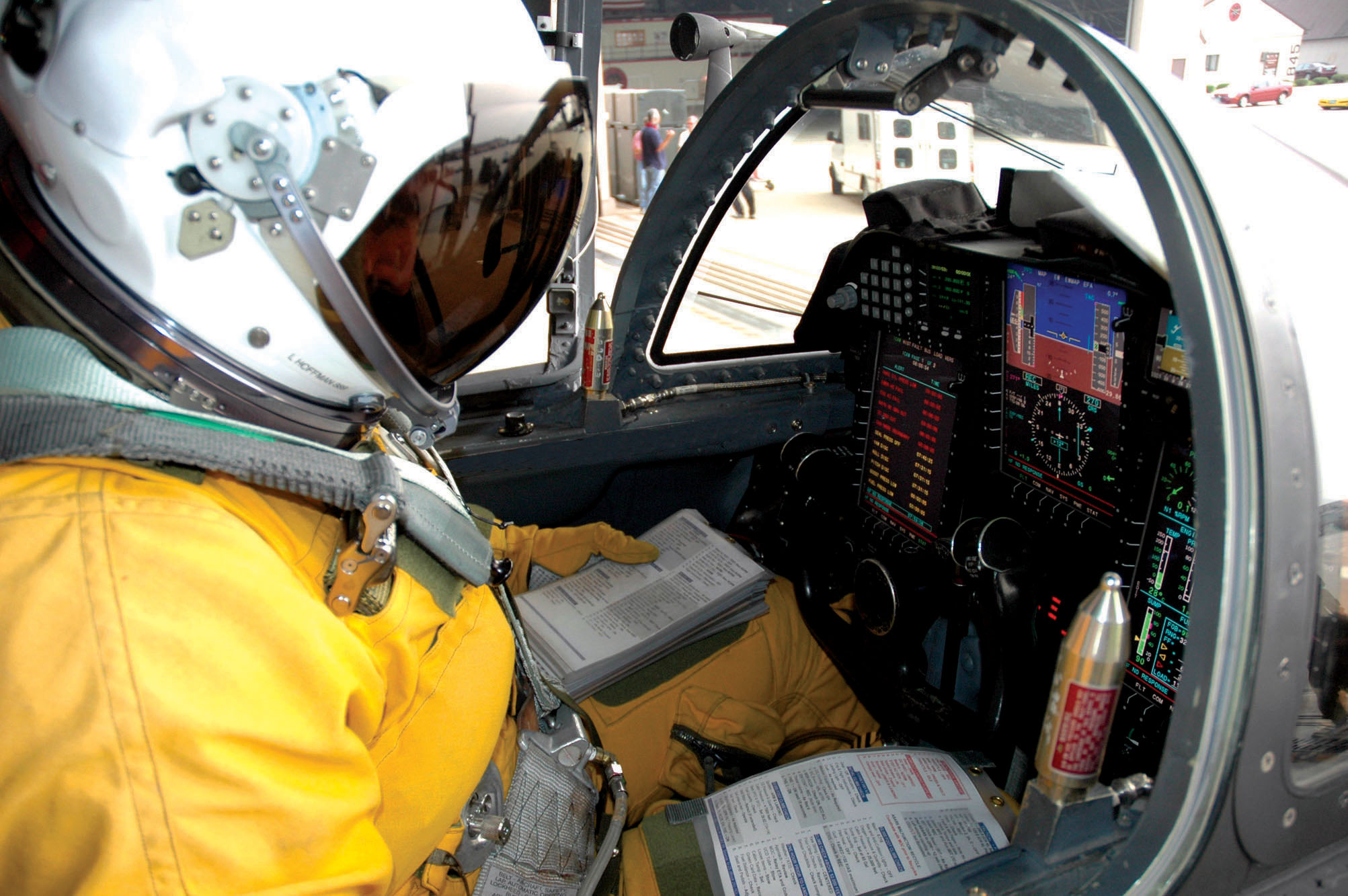
Nowe wyposażenie kokpitu. Pilot jest już odcięty od powietrza atmosferycznego, oddycha czystym tlenem z systemów pokładowych

Stratosferyczny jednosilnikowy odrzutowy samolot rozpoznawczy o konstrukcji półskorupowej wykonanej z duraluminium, z charakterystycznymi skrzydłami o dużej rozpiętości i dużym wydłużeniu, nadającymi samolotowi własności lotne szybowca. Kabina z fotelem wyrzucanym (tylko późniejsze wersje) hermetyzowana częściowo (zapewniająca na dużych wysokościach ciśnienie odpowiadające ciśnieniu atmosferycznemu na wysokości 8800 m n.p.m.) wymaga noszenia przez pilota całkowicie ciśnieniowego kombinezonu, zbliżonego konstrukcyjnie do skafandrów astronautów (model S1034 produkcji David Clark Company).
Na godzinę przed startem, a potem w ciągu całego lotu pilot oddycha powietrzem z wyższym niż normalnie stężeniem tlenu, co ma obniżyć zawartość azotu we krwi, zwiększyć jej wysycenie tlenem i zredukować następstwa hipoksemii w wyniku ewentualnej dekompresji na znacznej wysokości.
Na pokładzie znajdują się urządzenia radiolokacyjne i fotograficzne umożliwiające obserwację obiektów położonych do 480 km w bok od samolotu.  Wiele urządzeń znajduje się w stałych zasobnikach w skrzydłach. Podwozie jednotorowe chowane, z odrzucanymi po starcie podpórkami pod skrzydłami.
W latających obecnie wersjach sukcesywnie do roku 1998 modernizowano napęd poprzez wymianę na lżejsze i oszczędniejsze jednostki General Electric F-118-101, zapewniające jednocześnie większą siłę ciągu.
Modernizacji poddano również awionikę, wyposażenie kokpitu i urządzenia elektroniczne (m.in. samolot wyposażono w nowoczesny system radarowy Raytheon ASARS-2).

## Przebieg służby

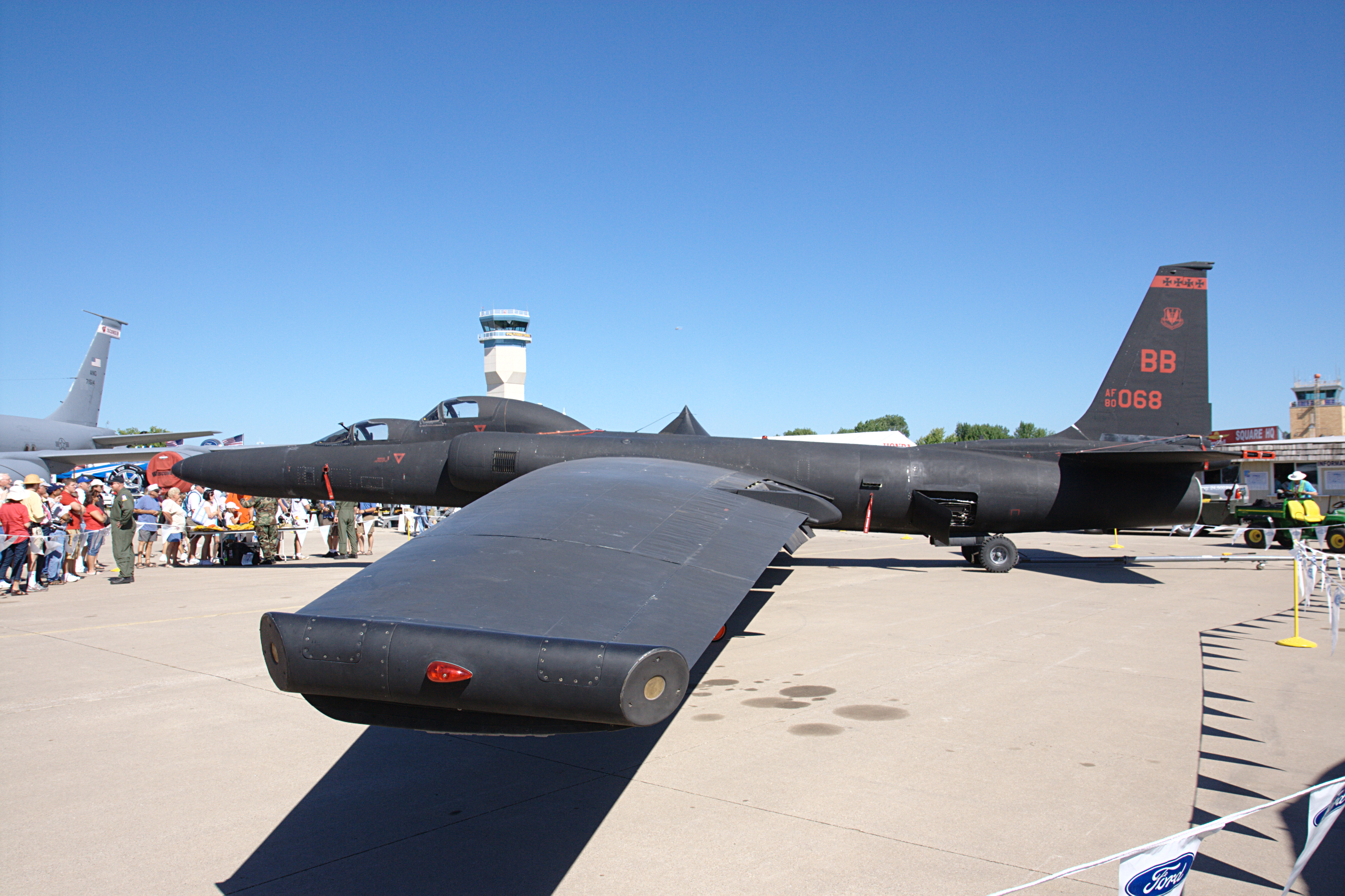
U-2 w wersji TR-1B

Wiadomo, że U-2 latały z misjami rozpoznawczymi nad terytorium ZSRR, Chin, Kuby i innych państw bloku wschodniego. Wykryły one m.in. istnienie kosmodromu Bajkonur (5 sierpnia 1957) oraz stanowiska rakiet SS-4 podczas kryzysu kubańskiego (14 października 1962). W trakcie jednej z tych misji zginął major Rudolf Anderson zestrzelony nad Kubą.
Nazwę U-2 świat poznał wkrótce po 1 maja 1960 roku, kiedy to radzieckie rakiety przeciwlotnicze S-75 zestrzeliły samolot pilotowany przez Francisa Gary’ego Powersa w pobliżu Swierdłowska (obecnie Jekaterynburg). Ze względu na stratosferyczną wysokość lotu (i brak bojowych testów rakiet) do jego zniszczenia konieczne było wystrzelenie aż czternastu rakiet S-75 (wiązało się to z dekonspiracją ich osiągów, które skrzętnie ukrywano). W zwalczaniu U-2 uczestniczyły także 2 samoloty myśliwskie MiG-19. Jeden z nich, pilotowany przez por. S. Safranowa, został zestrzelony na skutek błędu obsługi naziemnej stacji radiolokacyjnej (pilot poległ). Pilot drugiej maszyny, zdołał uniknąć trafienia gwałtownie nurkując.
W latach 1960–1968, w ramach tajnego programu, samoloty U-2 startujące z Tajwanu, należące do Sił Powietrznych Republiki Chińskiej, wykonały 102 loty zwiadowcze nad komunistycznymi Chinami ze stratą pięciu samolotów.
W 1969 roku rozpoczęto próby używania samolotów tego typu z lotniskowców i 21 listopada 1960 roku U-2R lądował i startował po raz pierwszy z lotniskowca „America”. Miały one doprowadzić do skonstruowania wariantu patrolowego wyposażonego w radar i pociski przeciwokrętowe AGM-53 Condor, do wykrywania i zwalczenia radzieckich nosicieli rakiet. Program prób EP-X zakończono w 1975 roku, rezygnując z tej modyfikacji oraz rozwoju pocisku, gdyż wprowadzono nowe okręty podwodne, wystrzeliwujące rakiety spod wody, a użycie tak dużych samolotów na lotniskowcach było niepraktyczne.
Samolot miał służyć w wojskach lotniczych Stanów Zjednoczonych początkowo do 2012, a następnie do 2014 roku. Ze względu na problemy z wprowadzaniem bezzałogowych aparatów latających Northrop Grumman RQ-4 Global Hawk i rosnące koszty programu, moment wycofania U-2 ze służby wielokrotnie przesuwano w czasie. Obecnie planowane jest zastąpienie U-2 nie zupełnie innym typem statku powietrznego, ale samolotem bezzałogowym opartym w dużym stopniu na konstrukcji samego U-2S (zachowane mają być między innymi silniki General Electric F118) z pewną liczbą części zaczerpniętą z RQ-4. Nowa maszyna, wstępnie oznaczona TR-X, ma być gotowa w 2025 roku, jednak ostatecznej daty wycofania U-2 ze służby wciąż nie ustalono.

## Historia

### Początek powstania U-2
Koncepcja zwiadowcza przy pomocy samolotów zakładała loty na dużej wysokości oraz poza zasięgiem samolotów wroga. Aby przyśpieszyć pracę wykorzystano istniejący samolot z Wielkiej Brytanii - English Electric Canberra. Nie zostało sprecyzowane w dyrektywach czy samolot musi jednocześnie pełnić funkcje bojowe czy być ich pozbawiony. Dodatkowe wyposażenie skutkowało by zwiększeniem masy własnej i zmniejszeniem osiągów. Założono, że radary rosyjskie bazujące na amerykańskich nie wykryją samolotu lecącego powyżej 40 000 stóp czyli 12 192 metrów. Nie uwzględniono w tej ocenie sytuacji, w której rosyjscy inżynierowie będą pracować nad ulepszeniem amerykańskich urządzeń radarowych lub projektowaniem własnych. Firmy które wzięły udział w tworzeniu projektu to: Bell Aircraft, Fairchild Engine i Glen L. Martin, a później Lockheed. Wówczas do prac zaangażowano inżyniera Clarence L. Johnsona. Opracowany przez niego samolot otrzymał oznaczenie CL-282. Odrzucił on samolot Canberry wykorzystując kadłub z samolotu F-104. Skrzydła natomiast zostały zaprojektowane na wzór skrzydeł wykorzystywanych w szybowcach i zrezygnowano z certyfikacji przeciążeń. Silnik, który wybrano do napędu to J73/GE-3. Koncepcja projektu nie została oceniona pozytywnie przez gen. Curtisa LeMaya, który uważał projekt za zmarnowane finanse i czas. Ostatecznie został odrzucony na rzecz samolotów proponowanych przez Bell X-16 i Martin B-57. Problematyczny stał się brak drugiego silnika i mały kadłub, co miało nie pozwolić na zamontowanie dostatecznej aparatury fotograficznej, a brak drugiego silnika zmniejszał szansę na przeżycie załogi w przypadku uszkodzenia pierwszego. Pomimo odrzucenia projektu ze strony USAF, Lokheed kontynuował prace licząc na na zakup od odbiorcy zewnętrznego.

### Zainteresowanie CIA
Koncepcja samolotu CL-282 zyskała zainteresowanie u przedstawicieli CIA. Stosunkowo mały samolot na dużej wysokości powinien nie dawać dużego echa radarowego. Dyrektor Allan Dulles nie popierł opracowanej metody zbierania informacji. Powołano do projektu cywilną grupę BEACON HILL Study Group, w której zasiadali cywilni doradcy. Zaproponowali oni zwiad z terenu neutralnego, w celu uzyskania informacji z wewnątrz ZSRR i jego przestrzeni powietrznej samemu pozostając niewykrytym. Wybór prezydenta Eisenhowera pomógł w realizacji projektu ponieważ, nie był on osobiście zadowolony z jakości uzyskiwanych dotychczas informacji. Wynikało to z jego ówczesnej kariery wojskowej. Dodatkowo ZSRR weszło w posiadanie broni jądrowej szybciej niż zakładano oraz bombowców Miasiszczew M-4, które były zdolne dolecieć nad terytorium USA.
Siły Powietrzne USA stworzyły drugą jednostkę doradczą Intelligence System Panel, w której grono włączono grupę BEACON HILL Study. Potrzeba posiadania nowych informacji była pilna, ponieważ ostatnie fotografie pochodziły z czasów II Wojny Światowej, a następnie z balonów obserwacyjnych programu Genetrix. Prośba prezydenta skierowana wprost do Jamesa R. Killiana dotyczyła oceny możliwości technicznych USA i szansę na rozwiązanie problemów. Bezpośrednią przyczyną tego stanu rzeczy była obawa przez atakiem, którego nikt się nie będzie spodziewać. W celu wypełnienia tego polecenia podzielono grupę ekspertów na trzy departamenty: ofensywną, defensywną i wywiadu. Powrócono podczas narad ponownie nad projekt samolotu CL-282, który pozwolił by na stworzenie zintegrowanej platformy szpiegowskiej pozwalającej na zlokalizowanie wrogich bombowców. W razie konieczności wykonywania lotów nad terytorium ZSRR należało wysłać pilota nie będącego na etacie USAF. W ten sposób ewentualne przechwycenie osoby pilotującej zmniejszyło by skalę konsekwencji stosunków na arenie międzynarodowej. Protekcja projektu u prezydenta uratowała go przed zamknięciem ze strony Dullesa. Znaczącym było też polecenie projektowania tak samolotu aby unikać potrzeby biurokratycznych rozwiązań. Osiągnięto w ten sposób brak nacisków ze strony Pentagonu i Armii Amerykańskiej. USAF zgłosiło zastrzeżenie co do powrotu odrzuconego projektu inwestując w X-16. Ostatecznie to CIA otrzymało zadanie odpowiedzialności nad projektem.

### Prace Projektowe
Program powstania nowej maszyny został objęty ścisłą tajemnicą, aż do teraz. Dodatkowe finansowanie projektu otrzymano z funduszy specjalnych, które były uruchamiane w uzasadnionych sytuacjach przez CIA za zgodą prezydenta. Kryptonim programu określono jako AQUATONE. W skład projektu wszystkie departamenty były samowystarczalne, a kwestie biurokracji rozwiązywano przez jeden organ. Pierwotnie zatrudniono przy tym 357 ludzi. Siedziba nie była stała, a ostatnie odtajnione miejsce to siedziba główna CIA w Langley. Każde następne miejsce pozostało tajemnicą. Kelly Johnson zdołał zgromadzić 25 inżynierów wybranych z innych prowadzonych programów. Ostateczna liczba osób zaangażowanych w prace projektowe wyniosła 81 osób,a czas pracy wzrósł z 45 do 85 godzin tygodniowo. Budżet został określony na poziom 22,5 miliona dolarów z rezerwą na wyposażenie. Silniki dla samolotu pobrano z zamówień dla lotnictwa. Umowa podpisana została 2 marca 1955 roku, z przewidywanym ukończeniem pierwszego samolotu na lipiec. Wypłata czeku na rozpoczęcie badań Kelly Johnson otrzymał na adres domowy na kwotę 1 125 600 dolarów co znacząco naruszyło procedury bezpieczeństwa. Ostatecznie firma Lockheed dotrzymał terminu oraz znacząco obniżył koszt sumaryczny projektu. Uzyskano kwotę 18 977 597 dolarów, w czym uzyskano zysk dla samej firmy w wysokości 1 952 055 dolarów. Uzyskano to również dzięki użyciu wielu gotowych podzespołów. Siedziba budowy samoloty znajdowała się w Burbank w Kalifornii. Rozwiązanie produkcyjne polegające na bliskiej odległości projektantów i inżynierów linii montażowej pozwalało na bieżąco rozwiązywać napotykane problemy podczas produkcji. 
Wstępna prędkość została określona na 460 węzłów (852 km/h) na wysokości 70 600 stóp (21 500 m) oraz wytrzymałość na przeciążenia 2,5 G. Prędkość startowa miała wynosić 90 węzłów (~167 km/h), a lądowania 76 węzłów (~140 km/h). Założenie szybowania samolotu opracowało zasięg lotem ślizgowym z 70 000 stóp (~21 300 m) do 244 mil (~390 km). Zbiorniki paliwa zostały umieszczone w skrzydłach, a tył kadłuba przeznaczony dla aparatur fotograficznych. Do startu używane były dodatkowe koła boczna, które odrzucano po starcie. Przy lądowaniu używano płoz ślizgowych na skrzydłach. Początkowa aparatura fotograficzna nie dawała zadowalających efektów na tak znacznych wysokościach. Dostępne od razu rozwiązania ważyły ponad tonę i nie były możliwe do zastosowania w samolocie zwiadowczym. W celu przyspieszenia prac postanowiono poddać przerobieniu aparat K-38 firmy Spica obniżając jego wagę o 450 funtów (205 kg). Stworzony system obserwacji posiadał dwa aparaty. Jeden pionowy, a drugi na kołysce z wychyleniem 36,5 stopnia. W celu zabezpieczenia zainstalowano również kamerę K-17. Pierwotna kołyska okazała się problematyczna więc stworzono system trymetrogonu. Polegał ona na tym, że jedna kamera była ustawiona pionowo, a dwie na boki. Obiektywy był tak ustawione aby zdjęcia się nachodziły. 

### Strefa 51
Zachowanie konstruowania samolotu pod klauzulami ścisłej tajności powodowało znaczne trudności dla osób zaangażowanych w program. Należało pod uwagę wziąć problem testów w powietrzu aby samolot pozostał ciągle zachowany w tajemnicy. Podczas poszukiwań odpowiedniego terenu natrafiono na stare lotnisko przy wyschniętym jeziorze Groom. Sprawdzenie obiektu i uznanie go za przydatny stworzyło podwaliny pod budowę Strefy 51. Dla zabezpieczenia drogi startowej rozpoczęto budowę asfaltowego pasa startowego i w 1955 roku przeniesiono cały zespół do nowej lokalizacji. Samoloty w komunikatach oznaczano słowem "article" z numerem, a pilotów "driver", a w wiadomościach odpowiednio "KWEXTRA-00" i "KWAGLITTER-00". Pomimo chęci przejęcia całego przedsięwzięcia przez USAF, głos prezydenta stanowił, że program pozostanie oficjalnie cywilny. Operacja pod kryptonimem "Oilstone" wyłoniła grono pilotów, zapewniła informacje pogodowe i wsparcie operacyjne. CIA dostarczyła aparaturę fotograficzną , bezpieczeństwo przedsięwzięcia i lotów, analizę danych i kwestię logistyki za granicą. Problemami producenta stały się wysokie temperatury paliwa z powodu wysokiego ciśnienia i jego odparowywanie. Na zlecenie opracowana została inna mieszanka która podwyższyła temperaturę wrzenia. Otrzymała ona oznaczenie JP-7 u producenta Schell Oil Company. Celem zabezpieczenia pilotów koniecznym stała się obsługa w kombinezonach ciśnieniowych, które stanowiły bazę rozwojową dla skafandrów kosmicznych. Firma Firewel otrzymała zadanie utrzymania ciśnienia w kabinie na wysokości 28 000 stóp (~8500 m). Kombinezon ciśnieniowy miał zareagować gdyby doszło do rozhermetyzowania, a zastosowany hełm podawał tlen dla pilota na 90 minut przed startem. Dodatkowo stworzono system podawania słodzonego napoju, pasty z bekonem i serem, system odprowadzania moczu oraz na wyjątkową sytuację tabletki pozwalające popełnić samobójstwo - L-pills.

### Pierwszy egzemplarz U-2
Samolot "Article 341" został przywieziony na lotnisko docelowe w częściach 25 lipca 1955 roku. Podczas wykonania pierwszego lotu zastosowano słabsze silniki J57/P-37, zamiast J57/P-31. Próby kołowania rozpoczęto 27 lipca 1955 roku, a pierwsze oderwanie się od pasa odbyło się podczas drugiej próby. Było to nieplanowane zachowanie więc awaryjne lądowanie zakończyło się pożarem hamulców. Planowany lot oficjalny był na 4 sierpnia 1955 roku. Pomimo powtarzających się problemów z hamulcami zalecono aby samolot lądował na tylne podwozie. Kolejny zaplanowany lot na 8 sierpnia miał w planie wzniesienie się samolotu na pułap 32 000 stóp (~9750 m). Wraz z każdym następnym starem zwiększano wysokość do docelowej 66 500 stóp (20 000 m). Wówczas słabym punktem okazał się słabszy silnik, do czasu dostarczenia mocniejszej wersji. W sens sposób pozbawiono z łańcucha dostaw cześć samolotów KC-135.  Z okresu prób wysokościowych pojawiło się wiele komunikatów stwierdzających spotykania UFO jako, że srebrne kadłuby U-2 odbijały światło reflektorów na dużych wysokościach. Rozwiązano również logistycznie przewożenie pracowników z miejscowości Burbank do miejsca pracy bez wzbudzania podejrzeń. 

### Piloci z krajów sojuszniczych
Założenia programu rozwoju samolotu U-2 wskazywały na potrzebę zaangażowania dodatkowych pilotów z krajów sojuszniczych. Zabezpieczać to miało sytuację na wypadek przechwycenia samolotu. Jako, że założenie odrzucono zostali wykorzystani tylko właśni piloci, którzy zostali zatrudnieni jako pracownicy cywilni. Jako system zachęcający zastosowano gratyfikację finansową i możliwością awansu po powrocie na etat zawodowy. Brak wersji szkoleniowej utrudnił proces szkolenia. Samolot zachowywał się niczym szybowiec z silnikiem odrzutowym, więc na dużych wysokościach w rozrzedzonym powietrzu nie można było przekroczyć prędkości o więcej niż 6 węzłów. Dzięki udanej serii szkoleń i prób podjęto decyzję o zamówieniu 29 egzemplarzy, a następnie dodatkowych dwóch. Testy operacyjne umożliwiły w 1956 roku wejście do służby. Doszło do jednego wypadku w którym pilot z powodu niedotleniania przekroczył prędkość, a samolot rozpadł się w powietrzu. Szczęśliwie spadochron otworzył się w czasie opadania automatycznie i pilot przeżył. 

### Walka z czasem
Z powodu rosnącego zagrożenia, że ZSRR będzie w stanie wyprodukować środki bojowe mogące zestrzelić samoloty U-2 konieczne się stało się przyspieszenie lotów szpiegowskich. Określenie tras przelotów przyniósł program Genetrix dzięki pomiarom wiatrów w przypadkowy sposób. Przymocowany pręt stalowy do sprzętu wpadał w rezonans przy byciu w kontakcie z falami radarowymi. W ten sposób ustalono położenie nowych stacji radarowych oraz działania ich systemów. Według oficjalnych komunikatów loty zwiadowcze były zamaskowane jako loty badające kwestię pogodową na rzecz organizacji NACA. Baza, która miała stanowić podstawowe lotnisko znajdywała się w Lakenheath. 4 maja 1956 roku przysłano jednostkę zajmującą się oficjalnie badaniem pogody. Z powodu sporów politycznych między Wielką Brytanią i ZSRR premier Wielkiej Brytanii Anthony Eden poprosił o nie wykonywanie lotów, a samoloty U-2 przeniesiono na terytorium RFN - Wiesbaden. Tam zamontowano mocniejsze silniki oraz przyjęto określenie wersji jako U-2B. Odrzucenie przez ZSRR planów traktatu o otwartej przestrzeni powietrznej prezydent USA wydał zgodę na loty szpiegowskie. Warunkiem też były warunki pogodowe, które określono jako optymalne w dniach od 20 czerwca do 11 lipca 1956 roku. W ten sposób próbowano uzyskać informacje o bombowcach dalekiego zasięgu i rakietami balistycznymi.

### Pierwszy lot
20 czerwca 1956 roku dokonano pierwszego lotu nad Polską i NRD samolotem U-2 pilotowanym przez Carla K. Overstreeta. Pozyskane w ten sposób fotografie zostały po analizie uznane za dobrej jakości. Planowane loty nad samym ZSRR wstrzymano do czasu przebywania delegacji z USA na jego terytorium. Skierowano więc samoloty na skanowanie fotograficzne pozostałych krajów bloku wschodniego. Potwierdzono w czasie ich trwania możliwość wychwytu przez radzieckie radary pomimo wskazywania błędnych pomiarów wysokości. 4 lipca 1956 roku samolot U-2 nr 347 miał wykonać pierwszy przelot nad terytorium ZSRR. Warunki pogodowe ustaliły trasę przelotu na linii Poznań - Mińsk - Kraje Bałtyckie. Po pierwszym locie, wykonano jego ponowienie z korektą trasy w stronę Moskwy i przelecenia około 200 km dalej. W przypadku podniesienia kwestii lotów drogą polityczną miano natychmiastowo przerwać planowane loty. Z racji braku jasnej deklaracji podejrzewano możliwość wykrycia samolotu ale nie śledzeniu jego lotu przez całą drogę. Odkryto, że radary rozmieszczone wokół Moskwy i Leningradu są najmniej szczelne przez co nad tymi miastami podejrzewano całkowity brak śledzenia samolotu. Po analizie pierwszych materiałów fotograficznych odkryto, że wysłane w powietrze były samolotu MiG-15 i MiG-17. Ich osiągi nie pozwalały ani na przechwycenie samolotu U-2. Wnioski sugerowały, że namierzenie radarowe celu było jednak skuteczne i pozwalało na precyzyjne wysyłanie patroli powietrznych. Materiały wykazały również problem z zalegającą wodą na pasie startowym która mogła zabrudzić obiektywy. 10 lipca 1956 roku z Moskwy została oficjalna nota protestacyjna do ambasady amerykańskiej. W zawartych w niej informacjach wskazano trasę przelotu samolotu, który został zidentyfikowany jako dwusilnikowy lekki bombowiec. Strona amerykańska zaprzeczyła, że był to samolot należący do ich sił powietrznych, a swój protest wystosowały wówczas pozostałe kraje w tym Polska. Ówcześnie powstał problem co z dalszymi lotami dla których powstał samolot i rozpoczęto próby zmniejszenia jego echa radarowego. Uzyskane informacje podczas dotychczasowych lotów uznano za sukces, gdyż liczba bombowców M-4 w znacznie mniejszym stopniu odpowiadała liczbom szacunkowym.

### Kryzys sueski
W współpracy z Turcją otrzymano pozwolenie na użyczenie baz lotniczych na jej terenie. Wybrane zostało lotnisko w Incirlik. W celu wykonania misji przebazowano samoloty z RFNu po trasie z międzylądowaniem w Adanie. Amerykańskim samolotom udało się zlokalizować jednostki brytyjskie rozstawione w regionie, a drugi zespół, który przyleciał w październiku wykonał 9 na 10 lotów rozpoznawczych. Loty rozpoznawcze wykazały miejsca koncentracji sił Izraela co było cenną informacją dla Wielkiej Brytanii i Francji. Fotografie uzyskane jednak nad terytorium Egiptu skutkowały zaprzestaniem walk. Gdy powstało zagrożenie w postaci interwencji ZSRR skierowano samoloty nad Syrię w celu wykrycia manewrów wojsk. Z powodu braku zauważonych sił wroga wykazano brak ryzyka rozrostu konfliktu w okolicy.

### Powrót do lotów nad ZSRR
Braki z 15 obszarów kraju część osób decyzyjnych uznało, za powód do wznowienia lotów nad terytorium ZSRR. Jednym z argumentów było też ewentualna możliwość zamknięcia programów lotów. Wstępne zezwolenia uzyskano na loty wzdłuż granic celem wykrywania stacji radarowych. Sytuacje wewnętrzne w 1956 w Polsce, a potem Węgrzech skierowały samoloty nad państwa socjalistyczne oraz delikatne wlatywanie nad terytorium Rosyjskie. Kolejne loty jednak spowodowały kolejne protesty i loty przechwytujące, a sytuacja z 18 grudnia 1956 roku z użyciem samolotów RB-57D pogorszyły znacznie relację z Rosją i osłabienie poparcia prezydenta Eisenhowera. Pozostały ówcześnie jedynie loty wzdłuż granic. W tym czasie zawieszono program U-2, a zrodził się konflikt między CIA i USAF odnośnie dowodzenia nad lotami szpiegowskimi. Udało się uzyskać po raz kolejny decyzje skierowania samolotów nad ZSRR w obszarach takich jak Kamczatka, Jezioro Bajkał czy ośrodki testów atomowych w Semipałatańsku, dzięki temu, że miano zmniejszyć możliwość wykrycia samolotu. Systemy mające temu przeciwdziałać okazały się zawodne. 8 czerwca 1957 roku skierowano nowy samolot nad terytorium wschodniego ZSRR z Alaski. Szacowano, że mniej doświadczone i gorzej wyposażone jednostki wschodnie w Rosji ułatwi wykonywanie zadań obserwacji. Pomimo wszystko było to błędne założenie skutkujące wykryciem i wysłaniem myśliwców. Kolejna próba odbyła się poprzez wysłanie samolotów do Pakistanu. Pozwoliło by to zweryfikować postępy nad radzieckim programem rakiet. Dodatkowo uzyskano możliwość zwiadu nad Chinami. Dziesięć lotów przyniosło materiały do badań na najbliższy rok, a wyniki wykazały wystrzelenie pierwszego pocisku balistycznego w Bajkonuru oraz odkryto ośrodek w Saryszagan, gdzie testowane były radary przeciwko pociskom z Kapustin Jar. W listopadzie 1957 roku zostały zawieszone samoloty działające na terenie RFNu po 17 miesiącach operowania w powietrzu. Założono, że z powodu rosnącego niezadowolenia wrogiej strony konieczne jest wzmocnienie nasłuchu radarowego, a dodatkowo kończył się zakładany 24 miesięczny czas bezpiecznych lotów do stworzenia środków mogących zagrozić samolotom U-2. Rosjanie próbowali lotów nurkowych po czym ostrego wzbicia w powietrze z otwarciem ognia bezpośredniego lecz z braku precyzji przy takich manewrach nie odniesiono żadnego sukcesu. Pomimo małych sukcesów na terenie Rosji, to pokazało przydatność samolotów w innych regionach świata jak Liban. 

### Zagrożenie rakietami
Bezbronność samolotów i ich wykrywanie radarami mogły być bezpośrednią przyczyną wycofania samolotów. Wykonywane przeloty nad ZSRR stanowiły odpowiedź na radziecki program rakietowy i kosmiczny. Braki w informacjach z siatek szpiegowskich stanowiły problem braku potwierdzenia lub obalenia oficjalnych informacji publikowanych przez władze radzieckie. Loty kierowane z Pakistanu przyniosły dane wywiadowcze, które osiągnięto przez odwrócenie uwagi lotami na granicy rosyjsko-irańskiej. Pozyskano fotografie samolotów Tu-98 oraz Bajkonuru.

### Lot Powersa
Ostatni lot nad ZSRR wykonywany był w samolocie nr 360 z numerami seryjnymi 56-6693, który pilotowany był przez Garyego Powersa. Trasa przelotu została wyznaczona jako: Pakistan - Bajkonur - Czelabińsk - Siewierodwińsk - Kirow - Kotłas - Murmańsk - Bodo w Norwegii. Rosjanie wykryli samolot w powietrzu jeszcze przed wlotem za granicę. Start odbył się z 30 minutowym opóźnieniem. Wysłano 13 samolotów w celu przechwycenia lecz żadna z maszyn rosyjskich nie odniosła sukcesu. W 4 godzinie i 30 minucie lotu wystrzelony pocisk SA-2 eksplodował obok samolotu U-2. Pilot nie był w stanie uruchomić systemu katapulty z powodu wysokich sił odśrodkowych. Pomimo próby uruchomienia samozniszczenia materiałów fotograficznych nie udało się jej dokończyć przez wyssanie z kokpitu pilota i zawiśnięcie na spadochronie. Nie przewidywano jednak sytuacji na przechwycenie wraku samolotu przez Rosjan i przeżycia pilota. W tej sytuacji wojska brytyjskie wycofały się z udziały w programie, a NASA zaprzestała wspieranie programu jako lotów pogodowych. Nastąpiło również wymiana szpiega Rudolfa Abela na przechwyconego pilota. Przesłuchiwano go wówczas w celu ustalenia jak dużo informacji uzyskała strona rosyjska. Uwolnienie Powersa nie było dla niego łatwe bo przez wzgląd na tajność operacji nie przekazywano zbyt wielu informacji, a to nie stawiało go w dobrym świetle. Zdarzenie to spowodowało zawieszenie lotów aż do października 1960 roku nad Kubą oraz przejęcie odpowiedzialności nad lotami U-2 przez USAF.

### Sytuacja po 1 maja 1960 roku
Nowy prezydent John Kennedy nie wznowił lotów nad ZSRR, chociaż programu rozwoju samolotu nie anulowano. Miejsca ich użycia zmieniono na Amerykę Południową oraz Daleki Wschód. Czas wykorzystania trwał do 1974 roku. Do najbardziej znanych zdarzeń, które podlegały obserwacji to Inwazja w Zatoce Świń. Dzięki lotom zwiadowczym uzyskano informacje na temat jednostek stacjonujących w regionie Kuby, miejsc do desantu oraz później obserwacji sytuacji w momencie walk. Loty w tym rejonie wymagały przelecenia sporej ilości kilometrów, a później długotrwałego lotu na danym obszarze. Rozpoczęto prace nad możliwością tankowania w powietrzu, a wersja jaka powstała to U-2F. Po nieudanej inwazji na Kubę, samoloty ponownie obserwowały rejony Kuby w momencie przed pojawieniem się kryzysu kubańskiego. 29 sierpnia 1962 roku potwierdzone zostały prowadzone pracę nad budową instalacji rakietowych oraz rozstawienie systemów rakietowych przeciwko samolotom wroga. Początkowo loty szpiegowskie kierowano tak aby uniknąć ewentualnego zestrzelenia, a następnie skierowano samoloty bezpośrednio nad wyrzutnię SA-2 w celu sprawdzenia czy osiągnęły już gotowość bojową. Dzięki udanej próbie 12 października 1962 roku potwierdzono jednocześnie zainstalowanie rakiet średniego zasięgu. Brak reakcji obrony przeciwlotniczej otworzył drogę do lotów szpiegowskich w dowolnej liczbie z celem uzyskania jak największej liczby informacji. Po przemówienie prezydenta Kennedyego 22 października 1962 roku ujawniło posiadanie informacji o rakietach przeciwnika, a 25 października doszło do zestrzelenia samolotu U-2F przy pomocy systemu S-75. Pilot Rudolph Anderson zginął w samolocie. W 1963 roku używano samolotów U-2 do walk nad Wenezuelą i Gujaną Brytyjską przeciwko partyzantom. 

### Działania w Azji
W 1958 roku dokonywano lotów nad Indonezją z lotnisk na Filipinach. Samoloty wykonywały również loty wzdłuż wybrzeża Chin w celu oceny czy może dojść do inwazji na Tajwan. Podczas tych lotów zrealizowano również plan maskujący cel samolotów. Dokonano również misji czysto pogodowych. Osiągnięta został podczas takich działań rekordowa wysokość 76 400 stóp. Niestety awaria samolotu i konieczność lądowania w Japonii spowodowało wyciek zdjęć i wizerunku do mediów. Po utracie dwóch z czterech samolotów, pozostałe dwie maszyny skierowano na loty pogodowe jednak ze względu na protesty Japonii jednostkę wycofano w 1960 roku. Została ona skierowana do Wietnamu gdzie obserwowano radzieckie samoloty, natomiast do Tajwanu powrócono 7 grudnia 1960 roku. Szpiegował on ponownie działanie Chin od stycznia 1962 roku. W ten sposób pełniono nadzór nad powstawaniem wyrzutni rakiet nuklearnych i stoczni z okrętami podwodnymi. Utracono również kolejną maszynę, a po jej zestrzeleniu Chiny oskarżyły USA o przygotowanie akcji szpiegowskich, czemu zaprzeczono. Ostatni kraj który korzystał z samolotów U-2 w tym regionie były Indie. Pomagały one podczas wojny chińsko-indyjskiej ustalić kierunku przemieszczenia się wojsk Chin, wykryto próby nuklearne oraz okręt podwodny. 

### Stan obecny
Postanowiono zbadać możliwość operowania samolotów lotniskowców. Udało się prawidłowo wystartować w sierpniu 1963 roku z lotniskowca USS Kitty Hawk. Lądowanie jednak nie było udane, a pilot unikając katastrofy odleciał. W celu dostosowania samolotu zaczęto zamontowano hak, przerywacze siły nośnej oraz wzmocnienie podwozia. Następnie wykorzystywano samoloty do obserwacji francuskich prób nuklearnych na Mururoa. Były to ostatnie loty podczas których operowano z lotniskowca. Wycofanie z tego rodzaju rozwiązania wiązało się utrudnieniem ciągłej tajności samolotu. Przedstawiono wówczas nową modyfikację samolotu. Zmniejszono jego masę, wydłużono kadłub i rozpiętość, zwiększono prędkość i zastosowano nowe silniki. Ostatni samolot U-2R dostarczono z fabryki 11 grudnia 1968 roku, za cenę dziesięciokrotnie wyższą niż pierwotne wersje z przed lat. Zwiad lotniczy został przejęty przez zwiad satelitarny więc 1 sierpnia 1974 roku wycofano samoloty wraz z zamknięciem programu. Samoloty nadal są na stanie USAF i są wykorzystywane w inny sposób.

## Historia rozwoju i wersje
- Jednomiejscowy prototyp z silnikiem Pratt&Whitney J57-P-37 oblatano 1 sierpnia 1955 roku.
- U-2A – pierwsza, jednomiejscowa wersja produkcyjna z  silnikiem Pratt&Whitney J57-P-31 o ciągu 57,85 kN. Korzystało z nich zarówno CIA jak i USAF.
- U-2B – modyfikacja należących do CIA U-2A polegająca m.in. na dodaniu fotela katapultowego i wymianie silnika na Pratt&Whitney J75-P-13A o ciągu 66,75 kN.
- WU-2A – przeróbka pięciu samolotów U-2A należących do USAF na maszyny meteorologiczne, służące do pobierania próbek powietrza na dużych wysokościach.
- U-2C – przeróbka wszystkich U-2A należących do USAF polegająca na wymianie silnika na Pratt&Whitney J75-P-13B o ciągu 75,57 kN i związanym z tym powiększeniu wlotów powietrza znajdujących się przy kadłubie dokonana w 1966.
- U-2D – pięć ostatnich z pierwszej serii samolotów dla USAF. Jest to wersja przeznaczona do pomiarów telemetrycznych w czasie prób pocisków rakietowych.
- U-2CT – dwumiejscowa wersja treningowa USAF. Powstały dwa takie samoloty przerobione z jednego U-2C w 1973 i jednego U-2D w 1975.
- U-2E – modernizacja 18 należących do CIA U-2A i U-2B identyczna z U-2D.
- U-2R – jednomiejscowe rozwinięcie U-2A dla USAF i CIA z 28 sierpnia 1967. Samoloty należące do USAF i stacjonujące w Europie otrzymały na prośbę sojuszników mniej „szpiegowskie” oznaczenie TR-1A (od ang. Tactical Reconnaissance – „rozpoznanie taktyczne”) jednak po 1989 roku wrócono do oznaczenia U-2R.
- ER-2 – wersja U-2R dla NASA pozbawiona urządzeń wojskowych, wykorzystywana m.in. do badań geologicznych .
- TR-1B – dwumiejscowa wersja treningowa TR-1. Po 1989 przemianowana na TU-2R.
- U-2S – modernizacja U-2R polegająca na wymianie silnika na General Electric F118-GE-101 o ciągu 84,5 kN oraz unowocześnieniu urządzeń elektronicznych. Wersję oblatano 23 maja 1989.
- TU-2S – dwumiejscowa wersja treningowa U-2S.